# Louis Nelson Delisle
Louis Nelson Delisle (New Orleans, 28 januari 1885 - aldaar, 20 augustus 1949) was een Amerikaanse jazzklarinettist van de dixieland. Bovendien speelde hij ook bas, banjo en accordeon.

## Biografie
Delisle studeerde klarinet bij Lorenzo Tio sr.  (de vader van Lorenzo Tio) en Luis Tio en speelde al op 15-jarige leeftijd professioneel in de Storyville-buurt van New Orleans. Rond 1905 speelde hij in het Imperial Orchestra, in 1907 in het Golden Rule Orchestra, in de Imperial Band met Manuel Perez en in 1912 in het Superior Orchestra. Bovendien speelde hij in de Eagle Band en met Papa Celestin.
Zijn vroege 'hot'stijl van het klarinetspel, waarbij hij eerst een c-klarinet gebruikte, beïnvloedde latere dixieland-klarinettisten als Jimmie Noone en Johnny Dodds. In 1916/1917 toerde hij met het Original Creole Orchestra met onder andere Freddie Keppard in Boston en New York, maar werd later vervangen door Jimmie Noone, zodat hij terugkeerde naar New Orleans. Hij speelde in 1918 in het Lyric Theatre Orchestra en van 1918 tot 1924 steeds weer met John Robichaux. In 1925 speelde hij met Willie Pajeaud en eind jaren 1920 met Sidney Desvigne. Van 1939 tot 1948 had hij een eigen kwartet in Luthjen's Bistro in New Orleans. De enige bewaard gebleven opnamen zijn afkomstig uit de laatste jaren van zijn carrière in 1949. Hij nam in 1940 ook op met Kid Rena.
Hij onderwees ook kortstondig Sidney Bechet. Volgens hemzelf speelde hij in 1900 met Buddy Holden in het orkest van Henry Peyton tijdens de Robert Charles riots, echter is dit volgens Samuel Charters niet zeker.
Hij dient niet te worden verwisseld met de trombonist Louis Nelson (1902–1990).

## Discografie
Als leader
- 1949: Louis Delisle's Band (American Music) met onder andere Clarinet Marmalade, Dinah

Als sideman
- 1949: Wooden Joe Nicholas Wooden Joe's Band (American Music) met onder andere B-flat Blues, Holler Blues
- 1940: Kid Rena (Delta Records) met onder andere Milenberg Joys, Clarinet Marmalade, Panama; naast Delisle speelde daar ook Alphonse Picou mee